# Esgrima nos Jogos Olímpicos de Verão de 2024 - Sabre por equipes masculino
A competição do sabre por equipes masculino da esgrima nos Jogos Olímpicos de Verão de 2024 ocorreu em 4 de agosto de 2024 no Grand Palais, em Paris, na França. Um total de 32 esgrimistas de 8 Comitês Olímpicos Nacionais (CON) participaram do evento.

## Qualificação
Cada CON poderia inscrever uma equipe de três esgrimistas no evento, com um esgrimista adicional reserva. Esses esgrimistas também se qualificaram automaticamente para o evento individual.
Existiam oito vagas disponíveis para o sabre por equipes masculino, sendo alocadas de acordo com o ranking mundial por equipes da Federação Internacional de Esgrima (FIE). As quatro primeiras colocadas, independentemente da zona geográfica, se qualificaram diretamente (Coreia do Sul, Estados Unidos, Hungria e França). As próximas quatro vagas foram alocadas para que cada continente fosse representado, desde que o CON estivesse entre os 16 primeiros no ranking. As vagas foram para a Irã (Ásia/Oceania), Canadá (Américas), Egito (África) e Itália (Europa).

## Formato
O torneio continuou a usar o formato de chaves de eliminação única, com jogos de classificação para definir todas as posições. Cada equipe compete com três esgrimistas em que todos se enfrentam, totalizando nove lutas de três minutos; a equipe vencedora é aquela que atingir primeiro o total de 45 pontos ou que estiver na liderança após o término das nove lutas.

## Calendário
Horário local (UTC+2)
| Data                | Tempo                         | Fase                                                                                              |
| ------------------- | ----------------------------- | ------------------------------------------------------------------------------------------------- |
| 31 de julho de 2024 | 14:20 16:40 17:30 19:30 20:30 | Quartas de final Semifinais Disputa pelo 7º lugar Disputa pelo 5º lugar Disputa pelo bronze Final |

## Medalhistas
|  | KOR Coreia do Sul                                  |  | HUN Hungria                                                |  | FRA França                                                             |
|  | Oh Sang-uk Gu Bon-gil Park Sang-won Do Gyeong-dong |  | Áron Szilágyi Csanád Gémesi András Szatmári Krisztián Rabb |  | Sébastien Patrice Maxime Pianfetti Boladé Apithy Jean-Philippe Patrice |

## Resultados
A competição foi disputada em formato eliminatório direto em apenas um dia, até a definição dos medalhistas.
|  | Quartas de final   | Quartas de final |                   |    | Semifinais          | Semifinais          |  |  | Final | Final |
|  |                    |                  |                   |    |                     |                     |  |  |       |       |
|  |                    |                  |                   |    |                     |                     |  |  |       |       |
|  |                    |                  |                   |    |                     |                     |  |  |       |       |
|  | KOR Coreia do Sul  | 45               |                   |    |                     |                     |  |  |       |       |
|  | KOR Coreia do Sul  | 45               |                   |    |                     |                     |  |  |       |       |
|  | CAN Canadá         | 33               |                   |    |                     |                     |  |  |       |       |
|  | CAN Canadá         | 33               | KOR Coreia do Sul | 45 |                     |                     |  |  |       |       |
|  |                    |                  | KOR Coreia do Sul | 45 |                     |                     |  |  |       |       |
|  |                    | FRA França       | 39                |    |                     |                     |  |  |       |       |
|  | EGY Egito          | FRA França       | 39                | 41 |                     |                     |  |  |       |       |
|  | EGY Egito          |                  |                   | 41 |                     |                     |  |  |       |       |
|  | FRA França         | 45               |                   |    |                     |                     |  |  |       |       |
|  | FRA França         | 45               | KOR Coreia do Sul | 45 |                     |                     |  |  |       |       |
|  |                    |                  | KOR Coreia do Sul | 45 |                     |                     |  |  |       |       |
|  |                    | HUN Hungria      | 41                |    |                     |                     |  |  |       |       |
|  | HUN Hungria        | HUN Hungria      | 41                | 45 |                     |                     |  |  |       |       |
|  | HUN Hungria        |                  |                   | 45 |                     |                     |  |  |       |       |
|  | ITA Itália         | 38               |                   |    |                     |                     |  |  |       |       |
|  | ITA Itália         | 38               | HUN Hungria       | 45 |                     |                     |  |  |       |       |
|  |                    |                  | HUN Hungria       | 45 |                     |                     |  |  |       |       |
|  |                    | IRI Irã          | 43                |    | Disputa pelo bronze | Disputa pelo bronze |  |  |       |       |
|  | IRI Irã            | IRI Irã          | 43                | 45 | Disputa pelo bronze | Disputa pelo bronze |  |  |       |       |
|  | IRI Irã            |                  |                   | 45 |                     |                     |  |  |       |       |
|  | USA Estados Unidos | 44               |                   |    |                     |                     |  |  |       |       |
|  | USA Estados Unidos | 44               | FRA França        | 45 |                     |                     |  |  |       |       |
|  |                    |                  |                   |    |                     |                     |  |  |       |       |
|  | IRI Irã            | 25               |                   |    |                     |                     |  |  |       |       |
|  | IRI Irã            | 25               |                   |    |                     |                     |  |  |       |       |

Classificação 5º–8º lugar
|  | Classificação 5º–8 | Classificação 5º–8 |                       |    | Disputa pelo 5º lugar | Disputa pelo 5º lugar |
|  |                    |                    |                       |    |                       |                       |
|  |                    |                    |                       |    |                       |                       |
|  |                    |                    |                       |    |                       |                       |
|  | CAN Canadá         | 41                 |                       |    |                       |                       |
|  | CAN Canadá         | 41                 |                       |    |                       |                       |
|  | EGY Egito          | 45                 |                       |    |                       |                       |
|  | EGY Egito          | 45                 | EGY Egito             | 38 |                       |                       |
|  |                    |                    | EGY Egito             | 38 |                       |                       |
|  |                    | ITA Itália         | 45                    |    |                       |                       |
|  | ITA Itália         | ITA Itália         | 45                    | 45 |                       |                       |
|  | ITA Itália         |                    |                       | 45 |                       |                       |
|  | USA Estados Unidos | 40                 |                       |    |                       |                       |
|  | USA Estados Unidos | 40                 | Disputa pelo 7º lugar |    |                       |                       |
|  |                    |                    |                       |    |                       |                       |
|  |                    |                    |                       |    |                       |                       |
|  |                    |                    |                       |    |                       |                       |
|  | CAN Canadá         | 43                 |                       |    |                       |                       |
|  | CAN Canadá         | 43                 |                       |    |                       |                       |
|  | USA Estados Unidos | 45                 |                       |    |                       |                       |

## Classificação final
| Pos.              | CON                | Esgrimistas                                                            |
| ----------------- | ------------------ | ---------------------------------------------------------------------- |
| Medalha de ouro   | KOR Coreia do Sul  | Oh Sang-uk Gu Bon-gil Park Sang-won Do Gyeong-dong                     |
| Medalha de prata  | HUN Hungria        | Áron Szilágyi Csanád Gémesi András Szatmári Krisztián Rabb             |
| Medalha de bronze | FRA França         | Sébastien Patrice Maxime Pianfetti Boladé Apithy Jean-Philippe Patrice |
| 4                 | IRI Irã            | Ali Pakdaman Mohammad Rahbari Farzad Baher Mohammad Fotouhi            |
| 5                 | ITA Itália         | Luca Curatoli Luigi Samele Michele Gallo Torre Pietro                  |
| 6                 | EGY Egito          | Ziad El-Sissy Mohamed Amer Adham Moataz Khodie Yassin                  |
| 7                 | USA Estados Unidos | Eli Dershwitz Mitchell Saron Colin Heathcock Filip Dolegiewicz         |
| 8                 | CAN Canadá         | Fares Arfa Shaul Gordon François Cauchon Olivier Desrosiers            |